# Форт-Гібсон (Оклахома)
Форт-Гібсон (англ. Fort Gibson) — місто (англ. town) в США, в округах Черокі і Маскогі штату Оклахома. Населення — 3814 особи (2020).

## Географія
Форт-Гібсон розташований за координатами 35°46′59″ пн. ш. 95°15′34″ зх. д. / 35.78306° пн. ш. 95.25944° зх. д. (35.782952, -95.259519).  За даними Бюро перепису населення США в 2010 році місто мало площу 36,77 км², з яких 35,19 км² — суходіл та 1,58 км² — водойми.

## Демографія
Згідно з переписом 2010 року, у місті мешкали 4154 особи в 1557 домогосподарствах у складі 1140 родин. Густота населення становила 113 особи/км².  Було 1686 помешкань (46/км²).
Расовий склад населення:
| - 61,2 % — білих - 24,5 % — корінних американців - 1,8 % — чорних або афроамериканців - 0,2 % — азіатів - 3,7 % — осіб інших рас |

До двох чи більше рас належало 8,7 %. Частка іспаномовних становила 6,3 % від усіх жителів.
За віковим діапазоном населення розподілялося таким чином: 28,5 % — особи молодші 18 років, 58,7 % — особи у віці 18—64 років, 12,8 % — особи у віці 65 років та старші. Медіана віку мешканця становила 36,0 року. На 100 осіб жіночої статі у місті припадало 92,0 чоловіків;  на 100 жінок у віці від 18 років та старших — 86,8 чоловіків також старших 18 років.
Середній дохід на одне домашнє господарство  становив 66 134 долари США (медіана — 57 148), а середній дохід на одну сім'ю — 76 835 доларів (медіана — 65 526). За межею бідності перебувало 18,8 % осіб, у тому числі 32,6 % дітей у віці до 18 років та 0,0 % осіб у віці 65 років та старших.
Цивільне працевлаштоване населення становило 1899 осіб. Основні галузі зайнятості: освіта, охорона здоров'я та соціальна допомога — 22,6 %, будівництво — 14,0 %, виробництво — 13,1 %, мистецтво, розваги та відпочинок — 12,5 %.